# بوریسلاوا کیروا
بوریسلاوا کیروا (انگلیسی: Borislava Kireva؛ زادهٔ ۷ ژانویهٔ ۱۹۸۹) بازیکن فوتبال اهل بلغارستان است.
وی همچنین در تیم ملی فوتبال Bulgaria بازی کرده‌است.